# سيزده بدر
سيزده بدر ويعرف أيضا بـ"يوم الطبيعة" هو عيد إيران سنوي يكون في اليوم الثالث عشر من شهر فَروَردین أول شهور السنة الفارسية، ويطابق يوم 21 آذار/مارس في التقويم النصراني. وقد يعتبر أيضا آخر أيام نوروز.
وفي هذا اليوم عادة ما يخرج الإيرانيون من بيوتهم معتقدين أنهم بذلك يطردون النحس وسوء الحظ من حياتهم. وعيد سيزده بدر يماثل يوم شم النسيم عند أهل مصر.